# Visible Speech

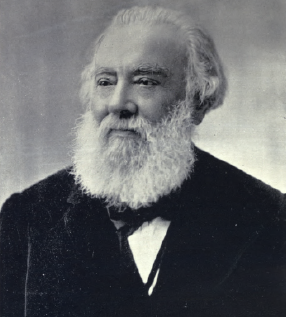
Alexander Melville Bell, um 1892–1895

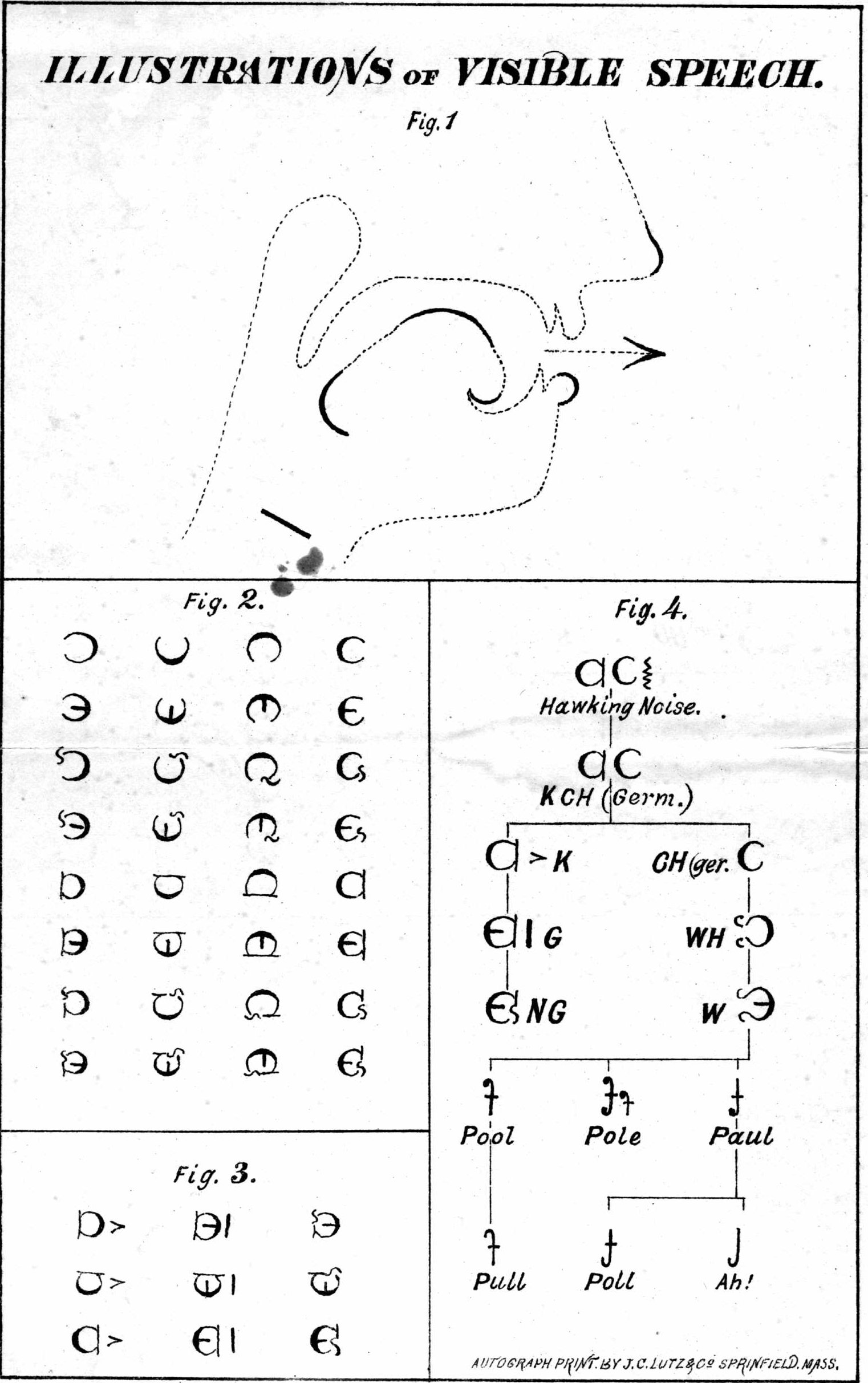
Sagittalschnitt und einige Symbole der Visible Speech

Visible Speech ist die Bezeichnung für eine phonetische Notation, die 1867 vom schottischen Lehrer Alexander Melville Bell vorgestellt wurde. 
Die Zeichen des Systems kodieren dabei unmittelbar mehrere Informationen bezüglich Artikulationsart und Artikulationsort eines Lautes. Im Gegensatz zu alphabetischen Systemen wie dem am besten bekannten Internationalen Phonetischen Alphabet (IPA) nennt man ein System wie das der Visible Speech auch „ikonisches Notationssystem“. 

## Hintergrund
Visible Speech war dazu gedacht, gehörlose Menschen dabei zu unterstützen, gesprochene Sprache zu erlernen. Alexander Melville Bells Sohn – Alexander Graham Bell –, der wie sein Vater überzeugter Oralist war, konnte schließlich durch die Vermarktung seiner Erfindung – des Telefons – Visible Speech einem breiten Publikum bekannt machen. Mit der Einführung des einfacher zu erlernenden IPA im Jahr 1888 hat dieses System jedoch immer mehr an Einfluss verloren.